# Strobilanthes bibracteatus
Strobilanthes bibracteatus är en akantusväxtart som beskrevs av Carl Ludwig von Blume. Strobilanthes bibracteatus ingår i släktet Strobilanthes och familjen akantusväxter. Inga underarter finns listade i Catalogue of Life.